# العلاقات الكاميرونية البوليفية
العلاقات الكاميرونية البوليفية هي العلاقات الثنائية التي تجمع بين الكاميرون وبوليفيا.

## مقارنة بين البلدين
هذه مقارنة عامة ومرجعية للدولتين:
| وجه المقارنة                                              | الكاميرون                      | بوليفيا                                          |
| --------------------------------------------------------- | ------------------------------ | ------------------------------------------------ |
| المساحة (كم2)                                             | 475.44 ألف                     | 1.10 مليون                                       |
| عدد السكان (نسمة)                                         | 24.05 مليون                    | 11.05 مليون                                      |
| الكثافة السكانية (ن./كم²)                                 | 50.58                          | 10.05                                            |
| العاصمة                                                   | ياوندي                         | سوكري، لاباز                                     |
| اللغة الرسمية                                             | لغة فرنسية، لغة إنجليزية       | اللغة الإسبانية، اللغة الأيمرية، كتشوا، غوارانية |
| العملة                                                    | فرنك وسط أفريقي                | بوليفاريو بوليفي                                 |
| الناتج المحلي الإجمالي (بليون دولار)                      | 34.80 مليار                    | 37.51 مليار                                      |
| الناتج المحلي الإجمالي (تعادل القوة الشرائية) بليون دولار | 72.72 مليار                    | 74.58 مليار                                      |
| الناتج المحلي الإجمالي الاسمي للفرد دولار أمريكي          | 1.22 ألف                       | 3.08 ألف                                         |
| الناتج المحلي الإجمالي للفرد دولار أمريكي                 | 2.97 ألف                       | 6.63 ألف                                         |
| مؤشر التنمية البشرية                                      | 0.512                          | 0.662                                            |
| رمز المكالمات الدولي                                      | +237                           | +591                                             |
| رمز الإنترنت                                              | .cm                            | .bo                                              |
| المنطقة الزمنية                                           | توقيت غرب أفريقيا، ت ع م+01:00 | 00                                               |

## منظمات دولية مشتركة
يشترك البلدان في عضوية مجموعة من المنظمات الدولية، منها:
| علم المنظمة | اسم المنظمة                        | تاريخ انضمام الكاميرون | تاريخ انضمام بوليفيا |
| ----------- | ---------------------------------- | ---------------------- | -------------------- |
|             | الاتحاد البريدي العالمي            | ?                      | ?                    |
|             | مؤسسة التنمية الدولية              | 10 أبريل 1964          | 21 يونيو 1961        |
|             | منظمة حظر الأسلحة الكيميائية       | ?                      | ?                    |
|             | منظمة التجارة العالمية             | ?                      | 12 سبتمبر 1995       |
|             | الأمم المتحدة                      | 20 سبتمبر 1960         | 14 نوفمبر 1945       |
|             | وكالة ضمان الاستثمار متعدد الأطراف | 7 أكتوبر 1988          | 3 أكتوبر 1991        |
|             | منظمة الشرطة الجنائية الدولية      | ?                      | ?                    |
|             | مؤسسة التمويل الدولية              | 1 أكتوبر 1974          | 20 يوليو 1956        |
|             | الاتحاد الدولي للاتصالات           | 22 ديسمبر 1960         | 1 يونيو 1907         |
|             | البنك الدولي للإنشاء والتعمير      | 10 يوليو 1963          | 27 ديسمبر 1945       |
|             | يونسكو                             | 11 نوفمبر 1960         | 13 نوفمبر 1946       |

## وصلات خارجية
- موقع وزارة الخارجية الكاميرونية
- موقع وزارة الخارجية البوليفية